# Metopidia mucronata
Metopidia mucronata is een raderdiertjessoort uit de familie Lepadellidae. De wetenschappelijke naam van deze soort is voor het eerst geldig gepubliceerd in 1908 door Daday.